# Тібо Де Смет
Тібо Де Смет (нід. Thibault De Smet, нар. 5 червня 1998, Брюгге, Бельгія) — бельгійський футболіст, захисник французького клубу «Реймс».

## Ігрова кар'єра

### Клубна
Тібо Де Смет є  вихованцем бельгійського клубу «Гент». З сезону 2016/17 футболіста почали залучати до тренувань першої команди й в грудні 2016 року Де Смет дебютував в основі в чемпіонаті Бельгії. Провів в команді три сезони, але так і не зміг забронювати за собою місце в основі, за цей час провівши лише дев'ять матчів. 
Влітку 2019 року Де Смет перейшов до клубу «Сінт-Трейден», з яким підписав трирічний контракт. Але відіграв в команді лише один сезон і в липні 2020 року перейшов до французького «Реймса». З французьким клубом Де Смет підписав контракт на чотири роки.
Але сезон 2021/22 Де Смет знову провів в Бельгії, де на правах оренди грав у клубі Ліга Жупіле «Беєрсхот». За результатами сезону клуб вилетів з вищого дивізіону і футболіст повернувся до «Реймса».

### Збірна
З 2019 року Тібо Де Смет провів вісім матчів у складі молодіжної збірної Бельгії.